# Vennvorland
Als Vennvorland wird ein Landschaftsteil der nördlichen Eifel am nordwestlichen Rand des Hohen Venns und im Übergangsbereich zur Jülich-Zülpicher Börde bezeichnet. Dazu gehören die Gegend um die Städte Aachen und Stolberg sowie Teile von Eschweiler und der Gemeinde Langerwehe im Kreis Düren. Es ist eine dicht bebaute Fläche und umfasst den größten Teil der Städteregion Aachen. Auch Teile des Naturparks Hohes Venn-Eifel gehören zu diesem Bereich. Das Gebiet ist hügelig mit einer durchschnittlichen Höhe von 200 m bis etwas über 350 m ü. NHN, wobei der Brandenberg im Aachener Wald mit Höhe 355,9 m ü. NHN die höchste Erhebung ist.
Das Vennvorland setzt sich in die belgischen Provinzen Lüttich und Limburg sowie in die niederländische Provinz Limburg fort, in letzterer als Heuvelland bezeichnet. Auch der am Dreiländereck gelegene Vaalserberg (322,4 m ü. NHN) als höchste Erhebung des europäischen Teils der Niederlande gehört zum Vennvorland.

## Naturräumliche Gliederung
Im Handbuch der naturräumlichen Gliederung Deutschlands bildet das Vennvorland die Haupteinheitengruppe 56 und ist Bestandteil des übergeordneten Naturraums Rheinisches Schiefergebirge. Es besteht aus den folgenden Teileinheiten:
- 56 Vennvorland
  - 560 Vennfußfläche
    - 560.0 Kornelimünsterer Vennvorland

  - 561 Aachener Hügelland
    - 561.0 Stolberger Talung
    - 561.1 Aachener Kessel
    - 561.2 Aachener Wald
    - 561.3 Vaalser Hügelland